# This Is It (canción)
«This Is It» —en español: «Esto es todo»— es una canción coescrita por el cantautor estadounidense Michael Jackson y el cantautor canadiense Paul Anka. La canción fue grabada por el primero y apareció como una canción en el álbum This Is It (2009), que acompaña al documental de concierto de 2009, Michael Jackson's This is it.
Se estrenó en todo el mundo en el sitio web oficial de Jackson el 12 de octubre de 2009, cuatro meses después de su muerte el 25 de junio de 2009. Aunque Sony Music Entertainment se refirió a la canción como un "nuevo sencillo" durante su promoción, más tarde se confirmó que la canción solo se enviaría para airplay, y no estaría disponible para comprar como un solo lanzamiento. Según Anka, la canción fue grabada en 1980 y pretendía ser un dúo entre él y Jackson en el álbum Walk a Fine Line de Anka bajo el título "I Never Heard", pero estos planes fracasaron. A partir de entonces, Sa-Fire grabó la canción para su álbum, I Wasn't Born Yesterday (1991). La versión a dúo de la canción apareció en el álbum Duets de Anka de 2013. Mientras armó el álbum This Is It, se encontró la versión demo de Jackson de la canción. La voz de sus hermanos y la instrumentación adicional se agregaron a la grabación.
Es una balada pop, la instrumentación incluye piano, guitarra, percusión y cuerdas. La versión de Jackson, estilizada como una balada pop, fue su primera canción en la lista Hot Adult Contemporary Chart de Billboard en más de diecisiete años. La canción fue generalmente bien recibida por los críticos y disfrutó de buenas actuaciones en las listas de éxitos a nivel mundial. Se convirtió en un éxito entre los veinte primeros en las listas de Japón y España, y alcanzó el puesto número 18 en las listas de canciones US Adult Contemporary y R&B/Hip-Hop de Billboard. En 2011, recibió una nominación al Premio Grammy. La canción también fue acompañada por un video musical, dirigido por Spike Lee, que consistió en imágenes de Jackson cuando era niño, clips de él a lo largo de su carrera e imágenes de homenajes de los fanáticos de Jackson en todo el mundo.

## Charts
| Chart (2009)                                 | Posición |
| -------------------------------------------- | -------- |
| Canadian Hot 100                             | 1        |
| Czech Airplay Chart                          | 1        |
| Dutch Singles Chart                          | 1        |
| Japan Hot 100                                | 1        |
| Slovakian Airplay Chart                      | 1        |
| Spanish Singles Chart                        | 1        |
| U.S. Billboard Hot Adult Contemporary Tracks | 1        |
| AMPROFON                                     | 1        |
| U.S. Billboard Hot R&B/Hip-Hop Songs         | 1        |

## Formatos
- Promo - CD Single[7]

1. This Is It (album version) – 3:36
2. This Is It (edited orchestra version) – 4:39
3. This Is It (orchestra version) – 3:41

- CD promo single[8]

1. This Is It (album version) – 3:36
2. This Is It (orchestra single version) – 3:43